# Colombia ai Giochi della XXVIII Olimpiade
La Colombia partecipò ai Giochi della XXVIII Olimpiade, svoltisi ad Atene, Grecia, dal 13 al 29 agosto 2004, con una delegazione di 53 atleti impegnati in quindici discipline.

## Medaglie
| Medaglia | Atleta            | Sport             | Evento                  |
| -------- | ----------------- | ----------------- | ----------------------- |
| Bronzo   | Mabel Mosquera    | Sollevamento pesi | 53 kg femminile         |
| Bronzo   | María Luisa Calle | Ciclismo          | Corsa a punti femminile |